# Coupe d'Asie des clubs champions 1993-1994
Navigation
Édition précédente Édition suivante
La Coupe d'Asie des clubs champions 1993-1994 voit le sacre du club thaïlandais des Thai Farmers Bank FC qui bat les Omanais d'Oman Club lors de la finale disputée à Bangkok en Thaïlande. C'est le premier succès en Coupe d'Asie pour le club.

## Tour préliminaire
| Équipe 1             | Résultat | Équipe 2          | Aller | Retour |
| -------------------- | -------- | ----------------- | ----- | ------ |
| Paas Teheran (T)     | 4 - 1    | Al Ahli Sanaa     | 2 - 0 | 2 - 1  |
| Al-Ansar             | 3 - 1    | Al Ittihad Doha   | 0 - 0 | 3 - 1  |
| Leng Ngan            | 3 - 1    | Philippine Army   | 3 - 0 | 0 - 1  |
| Arema Malang         | 3 - 1    | Đà Nẵng Club      | 1 - 0 | 2 - 1  |
| Thai Farmers Bank FC | -        | Pahang FA forfait | -     | -      |

## Premier tour
| Équipe 1         | Résultat      | Équipe 2             | Aller | Retour |
| ---------------- | ------------- | -------------------- | ----- | ------ |
| Paas Teheran (T) | 0 - 0 4-5 tab | Al-Ansar             | 0 - 0 | 0 - 0  |
| Al-Shabab Riyad  | 12 - 3        | Al-Arabi             | 5 - 2 | 7 - 1  |
| Al Muharraq Club | 3 - 2         | Sharjah SC           | 2 - 1 | 1 - 1  |
| Victory SC       | -             | Abahani KC forfait   | -     | -      |
| Oman Club        | 5 - 0         | Pakistan Army FC     | 5 - 0 | -      |
| Eastern AA       | 2 - 3         | Verdy Kawasaki       | 1 - 0 | 1 - 3  |
| Arema Malang     | 3 - 6         | Thai Farmers Bank FC | 2 - 2 | 1 - 4  |
| Liaoning FC      | 15 - 3        | Leng Ngan            | 9 - 0 | 6 - 3  |

## Phase finale
Les clubs d'Al-Shabab (Arabie Saoudite) et de Victory SC (Maldives) déclarent forfait avant le début des quarts de finale.

Tous les matchs sont disputés à Bangkok, en Thaïlande.

### Groupe 1
| Rang | Équipe         | Pts | J | G | N | P | Bp | Bc | Diff |  | Résultats (▼ dom., ► ext.) |  |     |     |
| ---- | -------------- | --- | - | - | - | - | -- | -- | ---- |  | -------------------------- |  | --- | --- |
| 1    | Verdy Kawasaki | 4   | 2 | 2 | 0 | 0 | 3  | 0  | +3   |  | Verdy Kawasaki             |  | 1-0 | 2-0 |
| 2    | Oman Club      | 2   | 2 | 1 | 0 | 1 | 1  | 1  | 0    |  | Oman Club                  |  |     | 1-0 |
| 3    | Al-Ansar       | 0   | 2 | 0 | 0 | 2 | 0  | 3  | -3   |  | Al-Ansar                   |  |     |     |

### Groupe 2
| Rang | Équipe               | Pts | J | G | N | P | Bp | Bc | Diff |  | Résultats (▼ dom., ► ext.) |  |     |     |
| ---- | -------------------- | --- | - | - | - | - | -- | -- | ---- |  | -------------------------- |  | --- | --- |
| 1    | Liaoning FC          | 3   | 2 | 1 | 1 | 0 | 2  | 1  | +1   |  | Liaoning FC                |  | 1-1 | 1-0 |
| 2    | Thai Farmers Bank FC | 2   | 2 | 0 | 2 | 0 | 3  | 3  | 0    |  | Thai Farmers Bank FC       |  |     | 2-2 |
| 3    | Al Muharraq Club     | 1   | 2 | 0 | 1 | 1 | 2  | 3  | -1   |  | Al Muharraq Club           |  |     |     |

### Tableau final
|  | Demi-finales             | Demi-finales |                        |   | Finale | Finale |
|  | Demi-finales             | Demi-finales |                        |   | Finale | Finale |
|  |                          |              |                        |   |        |        |
|  |                          |              |                        |   |        |        |
|  |                          |              |                        |   |        |        |
|  | Thai Farmers Bank FC tab | 1 (3)        |                        |   |        |        |
|  | Thai Farmers Bank FC tab | 1 (3)        |                        |   |        |        |
|  | Verdy Kawasaki           | 1 (1)        |                        |   |        |        |
|  | Verdy Kawasaki           | 1 (1)        | Thai Farmers Bank FC   | 2 |        |        |
|  |                          |              | Thai Farmers Bank FC   | 2 |        |        |
|  |                          | Oman Club    | 1                      |   |        |        |
|  | Oman Club                | Oman Club    | 1                      | 4 |        |        |
|  | Oman Club                |              |                        | 4 |        |        |
|  | Liaoning FC              | 1            |                        |   |        |        |
|  | Liaoning FC              | 1            | Match pour la 3e place |   |        |        |
|  |                          |              |                        |   |        |        |
|  |                          |              |                        |   |        |        |
|  |                          |              |                        |   |        |        |
|  | Verdy Kawasaki           | 4            |                        |   |        |        |
|  | Verdy Kawasaki           | 4            |                        |   |        |        |
|  | Liaoning FC              | 1            |                        |   |        |        |
|  | Liaoning FC              | 1            |                        |   |        |        |